# Льюис, Максвелл
Максвелл Льюис (англ. Maxwell Lewis; род. 27 июля 2002, Лас-Вегас, Невада) — американский профессиональный баскетболист, выступающий за клуб НБА «Бруклин Нетс». Играет на позиции лёгкого форварда. На студенческом уровне выступал за команду Университета Пеппердайна «Пеппердайн Вэйвс». На драфте НБА 2023 года он был выбран под 40-м номером командой «Денвер Наггетс», а затем был обменян в «Лос-Анджелес Лейкерс»

## Карьера в колледже
После окончании школы Льюис три года выступал за команду Университета Пеппердайна «Пеппердайн Вэйвс» набирая в среднем 16,6 очка за игру. Он также был выбран в команду первокурсников Конференции Западного побережья (WCC).

## Профессиональная карьера

### Лос-Анджелес / Саут-Бей Лейкерс (2023—2024)
20 марта 2023 года Льюис был заявлен на драфт НБА 2023 года, где был выбран под общим 40-м номером командой «Денвер Наггетс» и сразу же обменян в «Лос-Анджелес Лейкерс», с которыми 8 июля 2023 года он и подписал контракт.
На протяжении своего сезона новичка и второго сезона Льюис несколько раз был отправлен в фарм-клуб «Саут-Бей Лейкерс».

### Бруклин Нетс (2024–настоящее время)
29 декабря 2024 года Льюис, Д’Анджело Рассел и три будущих выбора второго раунда были обменяны в «Бруклин Нетс» на Дориана Финни-Смита и Шейка Милтона. 1 января 2025 года в своей первой игре за «Бруклин» Льюис получил перелом левой большеберцовой кости и выбыл как минимум на четыре недели.

## Статистика

### Статистика в НБА
| Сезон   | Команда | Регулярный сезон | Регулярный сезон          | Регулярный сезон         | Регулярный сезон         | Регулярный сезон                      | Регулярный сезон                   | Регулярный сезон            | Регулярный сезон           | Регулярный сезон              | Регулярный сезон              | Регулярный сезон         | Серия плей-офф  | Серия плей-офф            | Серия плей-офф           | Серия плей-офф           | Серия плей-офф                        | Серия плей-офф                     | Серия плей-офф              | Серия плей-офф             | Серия плей-офф                | Серия плей-офф                | Серия плей-офф           |
| Сезон   | Команда | Сыгранные матчи  | Матчи в стартовой пятёрке | Количество минут за игру | Процент попаданий с игры | Процент попадания трёхочковых бросков | Процент попадания штрафных бросков | Количество подборов за игру | Количество передач за игру | Количество перехватов за игру | Количество блок-шотов за игру | Количество очков за игру | Сыгранные матчи | Матчи в стартовой пятёрке | Количество минут за игру | Процент попаданий с игры | Процент попадания трёхочковых бросков | Процент попадания штрафных бросков | Количество подборов за игру | Количество передач за игру | Количество перехватов за игру | Количество блок-шотов за игру | Количество очков за игру |
| ------- | ------- | ---------------- | ------------------------- | ------------------------ | ------------------------ | ------------------------------------- | ---------------------------------- | --------------------------- | -------------------------- | ----------------------------- | ----------------------------- | ------------------------ | --------------- | ------------------------- | ------------------------ | ------------------------ | ------------------------------------- | ---------------------------------- | --------------------------- | -------------------------- | ----------------------------- | ----------------------------- | ------------------------ |
| 2023/24 | Лейкерс | 34               | 0                         | 3,0                      | 19,0                     | 11,1                                  | 66,7                               | 0,1                         | 0,2                        | 0,1                           | 0,0                           | 0,3                      | Не участвовал   | Не участвовал             | Не участвовал            | Не участвовал            | Не участвовал                         | Не участвовал                      | Не участвовал               | Не участвовал              | Не участвовал                 | Не участвовал                 | Не участвовал            |
| 2024/25 | Лейкерс | 7                | 0                         | 4,1                      | 33,3                     | -                                     | -                                  | 0,3                         | 0,3                        | 0,1                           | 0,0                           | 0,6                      | Не участвовал   | Не участвовал             | Не участвовал            | Не участвовал            | Не участвовал                         | Не участвовал                      | Не участвовал               | Не участвовал              | Не участвовал                 | Не участвовал                 | Не участвовал            |
| 2024/25 | Бруклин | 21               | 1                         | 14,2                     | 42,2                     | 38,0                                  | 70,0                               | 2,5                         | 0,8                        | 0,4                           | 0,3                           | 5,3                      | Не участвовал   | Не участвовал             | Не участвовал            | Не участвовал            | Не участвовал                         | Не участвовал                      | Не участвовал               | Не участвовал              | Не участвовал                 | Не участвовал                 | Не участвовал            |
|         | Всего   | 62               | 1                         | 6,9                      | 38,0                     | 33,9                                  | 69,2                               | 1,0                         | 0,4                        | 0,2                           | 0,1                           | 2,0                      | Не участвовал   | Не участвовал             | Не участвовал            | Не участвовал            | Не участвовал                         | Не участвовал                      | Не участвовал               | Не участвовал              | Не участвовал                 | Не участвовал                 | Не участвовал            |

### Статистика в Джи-Лиге
| Сезон   | Команда          | Регулярный сезон | Регулярный сезон          | Регулярный сезон         | Регулярный сезон         | Регулярный сезон                      | Регулярный сезон                   | Регулярный сезон            | Регулярный сезон           | Регулярный сезон              | Регулярный сезон              | Регулярный сезон         | Серия плей-офф  | Серия плей-офф            | Серия плей-офф           | Серия плей-офф           | Серия плей-офф                        | Серия плей-офф                     | Серия плей-офф              | Серия плей-офф             | Серия плей-офф                | Серия плей-офф                | Серия плей-офф           |
| Сезон   | Команда          | Сыгранные матчи  | Матчи в стартовой пятёрке | Количество минут за игру | Процент попаданий с игры | Процент попадания трёхочковых бросков | Процент попадания штрафных бросков | Количество подборов за игру | Количество передач за игру | Количество перехватов за игру | Количество блок-шотов за игру | Количество очков за игру | Сыгранные матчи | Матчи в стартовой пятёрке | Количество минут за игру | Процент попаданий с игры | Процент попадания трёхочковых бросков | Процент попадания штрафных бросков | Количество подборов за игру | Количество передач за игру | Количество перехватов за игру | Количество блок-шотов за игру | Количество очков за игру |
| ------- | ---------------- | ---------------- | ------------------------- | ------------------------ | ------------------------ | ------------------------------------- | ---------------------------------- | --------------------------- | -------------------------- | ----------------------------- | ----------------------------- | ------------------------ | --------------- | ------------------------- | ------------------------ | ------------------------ | ------------------------------------- | ---------------------------------- | --------------------------- | -------------------------- | ----------------------------- | ----------------------------- | ------------------------ |
| 2023/24 | Саут-Бей Лейкерс | 6                | 6                         | 29,3                     | 51,8                     | 35,0                                  | 72,7                               | 3,8                         | 2,0                        | 1,0                           | 0,7                           | 13,2                     | Не участвовал   | Не участвовал             | Не участвовал            | Не участвовал            | Не участвовал                         | Не участвовал                      | Не участвовал               | Не участвовал              | Не участвовал                 | Не участвовал                 | Не участвовал            |
| 2024/25 | Саут-Бей Лейкерс | 8                | 8                         | 33,7                     | 42,0                     | 33,3                                  | 80,0                               | 6,9                         | 2,6                        | 1,4                           | 1,1                           | 18,4                     | Не участвовал   | Не участвовал             | Не участвовал            | Не участвовал            | Не участвовал                         | Не участвовал                      | Не участвовал               | Не участвовал              | Не участвовал                 | Не участвовал                 | Не участвовал            |
|         | Всего            | 14               | 14                        | 31,8                     | 44,9                     | 33,8                                  | 76,9                               | 5,6                         | 2,4                        | 1,2                           | 0,9                           | 16,1                     | Не участвовал   | Не участвовал             | Не участвовал            | Не участвовал            | Не участвовал                         | Не участвовал                      | Не участвовал               | Не участвовал              | Не участвовал                 | Не участвовал                 | Не участвовал            |

### Статистика в NCAA
| Сезон   | Команда    | Конференция | Год обучения («FR» — 1 курс, «SO» — 2 курс, «JR» — 3 курс, «SR» — 4 курс) | Сыгранные матчи | Матчи в стартовой пятёрке | Количество минут за игру | Процент попаданий с игры | Процент попадания трёхочковых бросков | Процент попадания штрафных бросков | Количество подборов за игру | Количество передач за игру | Количество перехватов за игру | Количество блок-шотов за игру | Количество очков за игру |
| ------- | ---------- | ----------- | ------------------------------------------------------------------------- | --------------- | ------------------------- | ------------------------ | ------------------------ | ------------------------------------- | ---------------------------------- | --------------------------- | -------------------------- | ----------------------------- | ----------------------------- | ------------------------ |
| 2021/22 | Пеппердайн | WCC         |                                                                           | 21              | 2                         | 19,5                     | 42,2                     | 36,3                                  | 80,4                               | 3,2                         | 1,2                        | 1,1                           | 0,5                           | 11,0                     |
| 2022/23 | Пеппердайн | WCC         | SO                                                                        | 31              | 31                        | 31,4                     | 46,8                     | 34,8                                  | 78,7                               | 5,7                         | 2,8                        | 0,8                           | 0,8                           | 17,1                     |
| Всего   | Всего      | Всего       | Всего                                                                     | 52              | 33                        | 26,6                     | 45,3                     | 35,4                                  | 79,1                               | 4,7                         | 2,2                        | 1,0                           | 0,7                           | 14,6                     |